# Roger Angel
James Roger Prior Angel (* 7. Februar 1941 in St Helens, Lancashire, England) ist ein US-amerikanischer Astronom britischer Herkunft.
Angel studierte am St. Peter’s College der Oxford University (B.A. 1963), am California Institute of Technology (M.S. 1966) und erlangte den Doktorgrad 1967 an der Oxford University. Er war Professor an der Columbia University.
Seit 1975 ist er Professor für Astronomie und für Optische Wissenschaften an der University of Arizona und leitet dort das Mirror Laboratory, in dem Spiegel bis über 8 Meter Durchmesser für astronomische Großteleskope hergestellt werden.
Angel ist bekannt für seine innovativen Beiträge zur Entwicklung astronomischer Instrumente und zum Teleskopbau und schlug Methoden zum Nachweis und zur Untersuchung von Exoplaneten vor. Er beschäftigt sich auch mit Fragen der Energiegewinnung aus Sonnenenergie. 2006 unterbreitete er einen Vorschlag, die globale Erwärmung durch einen Sonnenschirm im Weltraum zu bremsen.

## Ehrungen
- 1970 Forschungsstipendium der Alfred P. Sloan Foundation (Sloan Research Fellowship)
- 1976 Newton-Lacy-Pierce-Preis für Astronomie
- 1990 Mitglied der American Academy of Arts and Sciences
- 1996 Fellowship der John D. und Catherine T. MacArthur Foundation
- 2000 Mitglied der National Academy of Sciences
- 2000 Namensgeber für den Asteroiden (11911) Angel
- 2006 Joseph-Weber-Preis für astronomische Instrumentierung
- 2010 Kavli-Preis
- Auswärtiges Mitglied der Norwegischen Akademie der Wissenschaften